# 唐蕃会盟碑

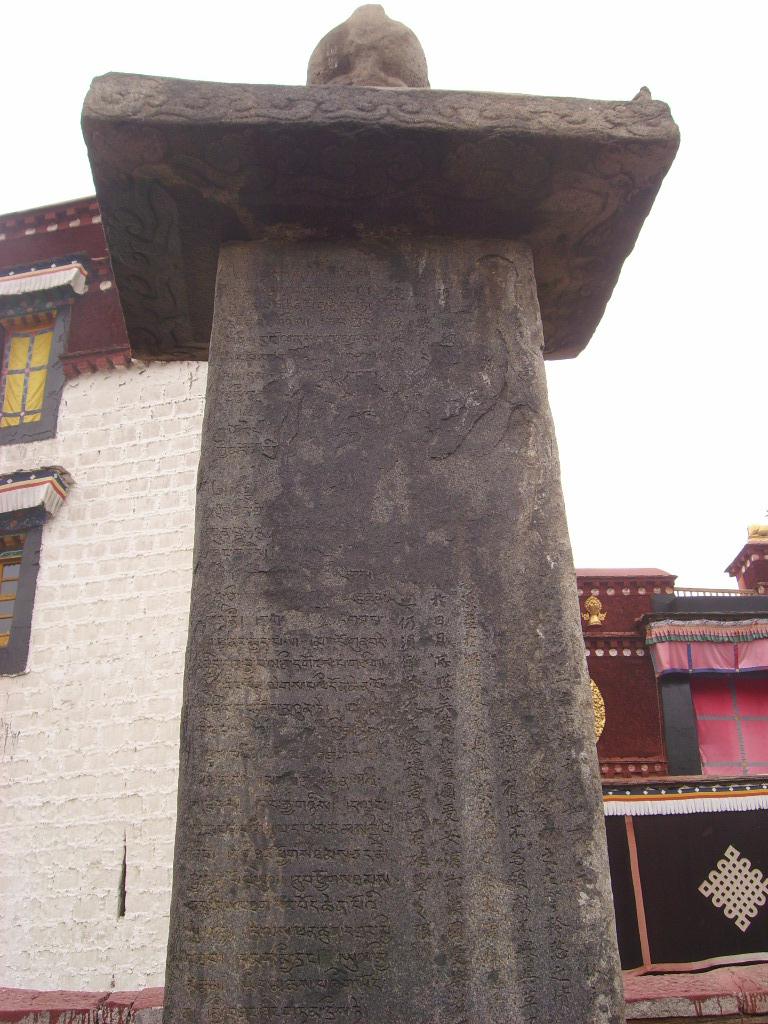
唐蕃会盟碑の西面

唐蕃会盟碑（とうばんかいめいひ、チベット語：གཙུག་ལག་ཁང་མདུན་གྱི་རྡོ་རིངས་、ワイリー方式：gtsug lag khang mdun gyi rdo rings、「トゥルナン寺の前の碑」の意）は、唐朝と吐蕃の間で成立した長慶会盟の内容を記載した石碑。9世紀に立てられた。
821年（唐長慶元年、吐蕃彝泰7年）10月に唐朝の丞相である崔植・王播・杜元穎等17人と吐蕃の礼部尚書である論訥羅が長安西郊で締結された両国の講和条約に相当する長慶会盟の内容、会盟締結までの経緯、両国の使節氏名及び職位を刻字した石碑を両国の都城である長安、ラサ（邏些）及び、国境の日月山（ニンダーラ）の3カ所建てられた石碑の一つ。長安及び日月山のものは失われ、ラサのトゥルナン寺（ジョカン・大昭寺）の門前に立てられた碑のみが現存し、唐蕃会盟碑と称される。ただしこの碑も四方を石塀に囲まれ、近づいて直接碑文を確認することはできない。
東面はチベット語により両国による会盟締結の経緯が、西面は漢文とチベット語で会盟の内容として国境の確定、使節往来の際の迎接の手順、犯罪者の引き渡し、両国が紛争時に武力を用いない内容等が、南面は漢文とチベット語で会盟に参加した唐朝専使一覧が、北面は漢文とチベット語で会盟に参加した吐蕃専使一覧が記されている。
条約では国号が「大唐」と「大蕃」、君主名が「文武孝徳皇帝」と「聖神賛普」というように両国での正式名を使い、文言で上下をつけぬよう配慮されている。さらに二国の関係を「蕃漢二国」と対等に表記し、両国の年号まで併記するなど、可能なかぎり唐と吐蕃を並び立たせる表現を採用しているのが特徴である。
この碑文で両国の対等な関係が強調された背景には、当時の国際情勢がある。十年におよぶ安史の乱で疲弊した唐にかわって北方の回鶻および南西の吐蕃が台頭をはじめ、763年には吐蕃軍が長安に入城することもあった。特に779年以降吐蕃対回鶻・唐連合の時代が続いたが、この東アジア三大勢力の対立を終わらせたのが821年の長慶会盟である。上述のとおり、歴史はあるが当時は三勢力のなかでもっとも弱体化していた唐と国威盛んな吐蕃とが和平を結ぶには、両者が対等であることを示す必要があった。

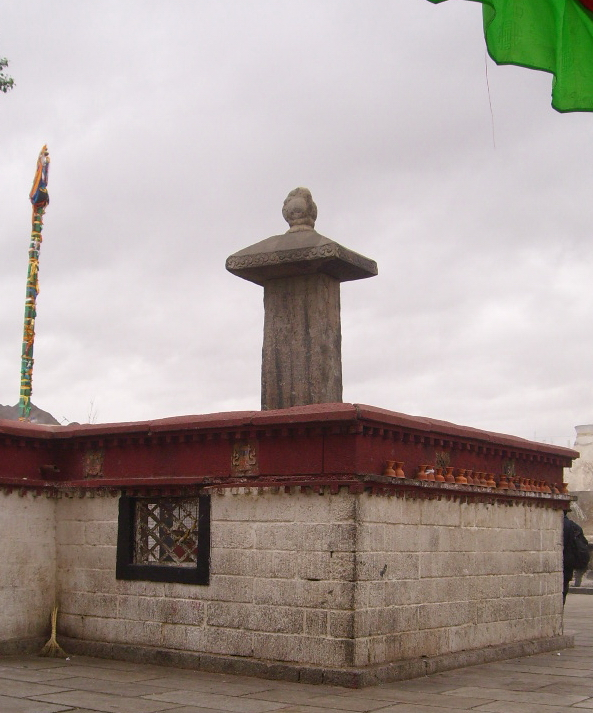
塀に囲まれた唐蕃会盟碑

このように、唐蕃会盟碑は唐が実質的に吐蕃の下に立つことで成立した会盟を示すものであり、また中国とチベットの二か国間に走る国境線の画定も明記されている。中国政府はこの碑文を『唐と吐蕃が統一国家建設にむけて堅固な基盤を築いた』と解釈し、逆にチベット侵攻とそれに伴う十七か条協定（つまり中華王朝の後継者による中国とチベットの統一）の根拠としている。

## 碑文
ウィキソースにチベット語の碑文があります。